# Дмитриевка (Бугурусланский район)
Дмитриевка — село в Бугурусланском районе Оренбургской области, административный центр Дмитриевского сельсовета.

## География
Находится на расстоянии примерно 26 километров на север от центра города Бугуруслан.

## История
Упоминается с 1811 года. Деревня Дмитриевка в первой половине XIX века принадлежала крупному помещику С.Ф. Осоргину. В 1833 году в ней проживало 20 семей крепостных, всего 127 человек.

## Население
Население составляло 376 человек в 2002 году (русские 65%), 351 по переписи 2010 года.